# Riu Moldova
El riu Moldova és un riu de Romania, a la regió històrica de Moldàvia. És un afluent dret del riu Siret. El riu neix de les muntanyes Obcina Feredeu de Bucovina al comtat de Suceava i s'uneix al Siret a Cotu Vameș, a l'est de la ciutat de Roman al comtat de Neamț.
La longitud total de Moldova des del seu naixement fins a la seva confluència amb el Siret és de 213 km. La seva superfície de conca és de 4.299 km².
El riu va donar nom al Principat de Moldàvia, la primera capital del qual, Târgul Moldovei (actual Baia), es troba a la riba del riu Moldova. L'origen del nom del riu és discutit.

## Ciutats i pobles
Les següents ciutats i pobles estan situats al llarg del riu Moldova, des de la seva font fins a la desembocadura: Moldova-Sulița, Câmpulung Moldovenesc, Vama, Voroneț, Gura Humorului, Păltinoasa, Baia i Roman.

## Afluents
Els següents rius són afluents del riu Moldova (des de la font fins a la desembocadura):
Esquerra: Sulița, Benia, Breaza, Pârâul Negru, Moroșani, Pârâul Cailor, Timoi, Sadova, Deia, Lala, Moldovița, Doabra, Beltag, Tocila, Humor, Bucovăț, Corlata, Șomuz, Medisca, Hatia, Lețcani, Cristești, Boura,, Petroaia (o Ciohoranca), Valea Baciului, Ciurlac
Dreta: Lucina, Lucava (o Lucova), Tătarca, Răchitiș, Gârbele, Orata, Delnița, Colac, Arseneasca (o Arseneasa), Putna, Colbul (o Izvorul Giumalăului), Prașca, Seaca, Izvorul Alb, Izvorul Malului, Valea Caselor, Șandru, Sălătruc, Suha, Voroneț, Isachia, Bălăcoaia, Valea Seacă, Suha Mică, Suha Mare, Sasca Mare, Bogata, Râșca, Seaca, Râșca, Sărata, Neamț (o Ozana), Topolița, Umbrari, So Valea Albă (or), Valea Mare, Viar

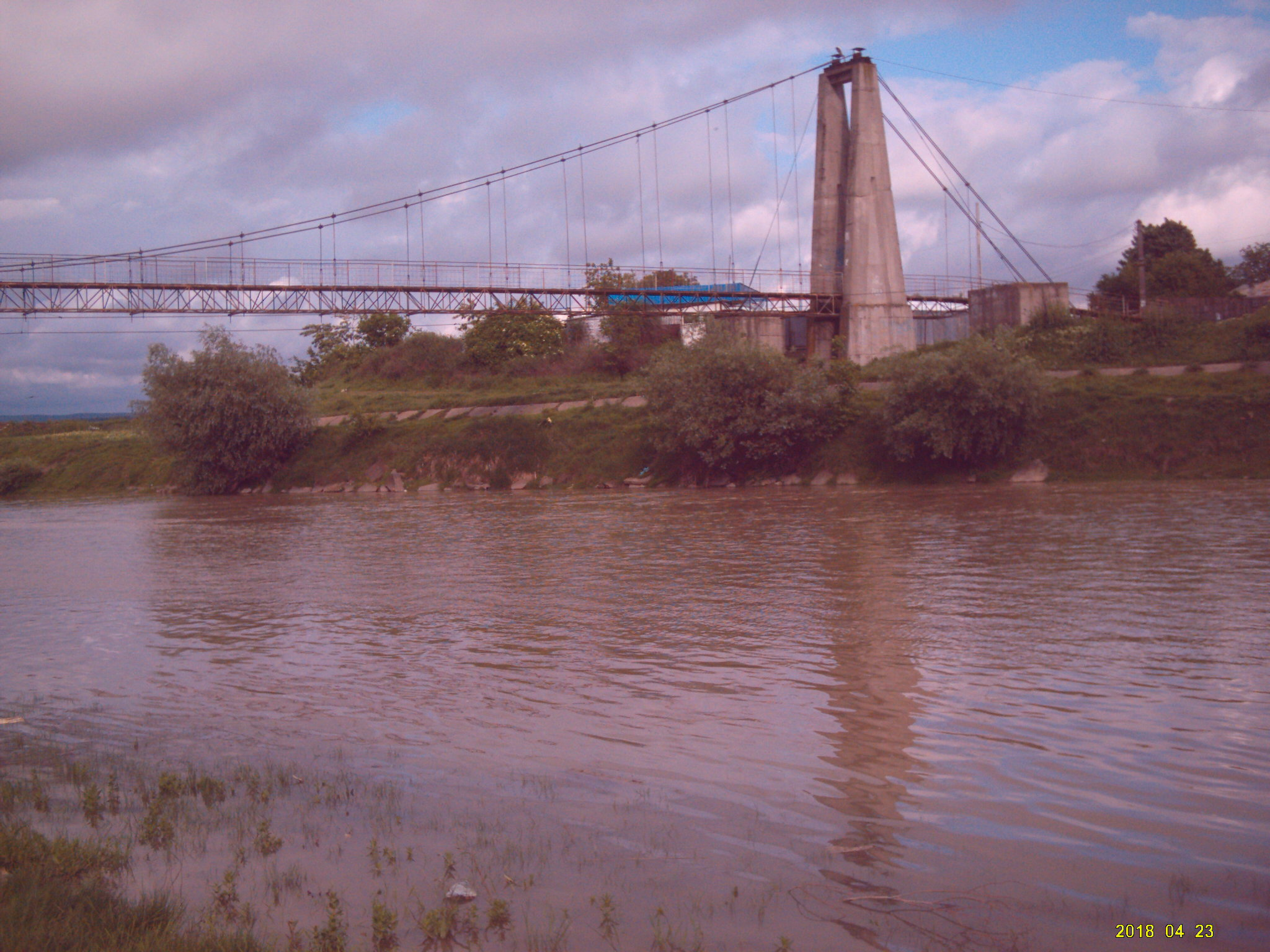
Riu Moldova prop de Roman